# Fidelio Ponce de León
Fidelio Ponce de León (Camagüey, 24 de enero de 1895 – La Habana, 19 de febrero de 1949) fue un pintor cubano.

## Trayectoria profesional
Inicia sus estudios en la Academia Nacional de Bellas Artes San Alejandro en 1915 pero nunca llega a terminarla por su carácter bohemio. Se dedica a darles clases de pintura a los niños pobres en los pueblos aledaños a La Habana, a pintar anuncios para películas y cigarros, entre otras muchas cosas. Para 1930, año en que regresa a la capital de Cuba, ya era alcohólico y enfermo de tuberculosis. Logra organizar una exposición personal de óleos y dibujos y la presenta en el Lyceum de La Habana. Sus óleos tenían una mezcla de figuras alargadas, monocratismo, abstracciones que tocaban temas de religión, de enfermedad y de muerte. Con su pintura “Paisaje” expone en el XVII Salón de Bellas Artes efectuado en 1934. También por ese tiempo pinta “Tuberculosis”, y ” Beatas”, ganadora de uno de los premios de la Exposición Nacional de Pintura y Escultura de 1935. Obtiene reconocimiento y prestigio en su carrera pero su alma de gitano lo llama de nuevo en 1943, lo que no le impidió que en 1944 una de sus pinturas: “San Ignacio de Loyola” participara en la exposición de Pintores Modernos Cubanos en el Museo de Arte Moderno de New York. Así como también participa en el Palacio de Bellas Artes de México en 1946, en la Segunda Exposición de Pintores Cubanos en el Museo de Bellas Artes de Buenos Aires en el mismo año y en 1947 en la exposición: Cuban Modern Paintings in Washington Collections. En 1949 se organiza una exposición conmemorativa a su obra en el Lyceum y otra en el 1995 con motivo del centenario de su nacimiento organizada por el Museo Nacional (Palacio de Bellas Artes) de La Habana. Su obra forma parte de la colección del Museo de Arte de Matanzas.

## Sus obras comentadas
- Los niños, 1938.[1]